# Kanton Arracourt
Der Kanton Arracourt war von 1790 bis 2015 ein französischer Kanton im Arrondissement Lunéville, im Département Meurthe-et-Moselle und in der Region Lothringen; sein Hauptort war Arracourt.
Der Kanton Arracourt war 11.268 Hektar (112,68 km²) groß und hatte (2006) 1.352 Einwohner, was einer Bevölkerungsdichte von 12 Einwohnern pro km² entsprach. Er lag im Mittel auf 239 Meter über dem Meeresspiegel, zwischen 203 m in Bezange-la-Grande und 335 m in Arracourt.

## Lage
Der Kanton lag nahe der Mitte des Départements Meurthe-et-Moselle - und an dessen Ostgrenze.

Lage des Kantons Arracourt im Département Meurthe-et-Moselle
Lage des Kantons Arracourt im Arrondissement Lunéville

## Geschichte
Die erste Gründung des Kantons erfolgte 1790 innerhalb des Distrikts von Vic-sur-Seille. Der Kanton umfasste anfangs die acht Gemeinden Arracourt, Athienville, Bathelémont-lès-Bauzemont, Bezange-la-Grande, Bures, Juvrecourt, Réchicourt-la-Petite und Xanrey. Nachdem die Distrikte im Jahr 1795 aufgelöst wurden, bestand der Kanton noch weitere sechs Jahre und wurde im Zuge der Reorganisation der Verwaltung vom Jahre VIII zum Arrondissement Château-Salins gezogen; im folgenden Jahr wurde die Anzahl der Kantone (=Friedensgerichte) des Arrondissements vermindert durch Zusammenlegung; das Gebiet des Kantons wurde Teil des Kantons Vic-sur-Seille. 
Die Neugründung erfolgte nach 1871 als aufgrund des Krieges der Kanton Vic mit dem größeren Teil des Arrondissements Château-Salins an das Deutsche Reich abgetreten wurde. Der Kanton umfasste jetzt die Gemeinden Arracourt, Athienville, Bathelémont-lès-Bauzemont, Bezange-la-Grande, Bures, Coincourt, Juvrecourt, Réchicourt-la-Petite und Xures. Mouacourt und Parroy wurden erst zwischen 1973 und 1987 vom Kanton Lunéville-Süd dem Kanton Arracourt angegliedert.
Als kleinster Kanton im Arrondissement Lunéville wurde er im Zuge der Wahlrechtsreform zum Conseil départemental zum 31. Dezember 2014 aufgelöst. Alle Gemeinden des Kantons kamen zum nun erheblich erweiterten Kanton Baccarat.

## Gemeinden
Der Kanton bestand aus elf Gemeinden:
| Gemeinde             | Einwohner Jahr | Fläche km² | Bevölkerungsdichte | Code INSEE | Postleitzahl |
| -------------------- | -------------- | ---------- | ------------------ | ---------- | ------------ |
| Arracourt            | 247 (2013)     | 17,41      | 14 Einw./km²       | 54023      | 54370        |
| Athienville          | 178 (2013)     | 12,96      | 14 Einw./km²       | 54026      | 54370        |
| Bathelémont          | 57 (2013)      | 6,60       | 9 Einw./km²        | 54050      | 54370        |
| Bezange-la-Grande    | 166 (2013)     | 17,24      | 10 Einw./km²       | 54071      | 54370        |
| Bures                | 72 (2013)      | 5,74       | 13 Einw./km²       | 54106      | 54370        |
| Coincourt            | 141 (2013)     | 7,99       | 18 Einw./km²       | 54133      | 54370        |
| Juvrecourt           | 66 (2013)      | 6,11       | 11 Einw./km²       | 54285      | 54370        |
| Mouacourt            | 79 (2013)      | 8,50       | 9 Einw./km²        | 54388      | 54370        |
| Parroy               | 162 (2013)     | 17,65      | 9 Einw./km²        | 54418      | 54370        |
| Réchicourt-la-Petite | 68 (2013)      | 5,50       | 12 Einw./km²       | 54446      | 54370        |
| Xures                | 123 (2013)     | 6,98       | 18 Einw./km²       | 54601      | 54370        |

## Bevölkerungsentwicklung
| 1962  | 1968  | 1975  | 1982  | 1990  | 1999  | 2006  | 2012  |
| ----- | ----- | ----- | ----- | ----- | ----- | ----- | ----- |
| 1.487 | 1.642 | 1.474 | 1.350 | 1.338 | 1.340 | 1.352 | 1.377 |